# Sven Andersson (skridskoåkare)
Sven Gustav Andersson, född 21 augusti 1921 i Karlskoga, död 5 mars 2016 i Karlskoga, var en svensk skridskoåkare.
Andersson tävlade vid de olympiska vinterspelen 1956 i Cortina d'Ampezzo.
Andersson är begravd på Skogskyrkogården i Karlskoga.

### Fotnoter
1. ↑  Sports-Reference.com, läs online, läst: 24 april 2016.[källa från Wikidata]
2. ↑  Sveriges Olympiska Kommitté, läs online, läst: 24 april 2016.[källa från Wikidata]
3. ↑  läs online, gravar.se .[källa från Wikidata]
4. ↑  Sports-Reference.com, läs online, läst: 5 januari 2016.[källa från Wikidata]
5. ↑  ”Sven Andersson - Sveriges Olympiska Kommitté”. sok.se. https://sok.se/idrottare/idrottare/s/svenandersson.4.6e50471314e9b9c0e8912d22.html. Läst 10 april 2023.
6. ↑  ”Gravar.se”. gravar.se. https://gravar.se/forsamling/karlskoga-kyrkogardsforvaltning/skogskyrkogarden/g/sven-gustav-andersson-570cb. Läst 10 april 2023.